# Лі Бо Йон
Лі Бо Йон (кор. 이보영; нар. 12 січня 1979, Сеул, Республіка Корея) — південнокорейська акторка.

## Біографія
Лі Бо Йон народилася 12 січня 1979 року у столиці Південної Кореї місті Сеул. Після закінчення Сеульського жіночого університету, в якому спеціалізувалася на корейській літературі, Бо Йон хотіла стати ведучою новин на телебаченні. У 2002 році вона стала однією з 15 фіналістів щорічного набору на MBC, але роботу так і не отримала. У тому ж році вона розпочала свою кар'єру в якості моделі для рекламної кампанії Asiana Airlines. У наступному році Бо Йон розпочала свою акторську кар'єру з невеликих ролей у телесеріалах. Першу головну роль акторка отримала у серіалі «Моя мила, моя люба» 2005 року, у тому ж році вона зіграла одну з головних ролей у історичному серіалі «Балада про Содонга», ці ролі принесли її перші нагороди.
Проривною в акторські кар'єрі Бо Йон стала головна роль у серіалі вихідного дня «Моя донька Сойон», серіал став найпопулярнішим серіалом в Кореї у 2013 році. Роль у наступному серіалі «Я можу почути твій голос», принесла акторці численні нагороди, в числі яких головний приз Премії SBS драма.

## Особисте життя
У 2004 році на зйомках серіалу «Залиш останній танець для мене», Бо Йон познайомилася з актором Чі Соном. У 2007 році Бо Йон та Чі Сон підтвердили, що зустрічаються, у кінці вересня 2013 року вони зіграли весілля. 12 червня 2015 року Бо Йон народила дівчинку.

## Фільмографія

### Телевізійні серіали
| Рік  | Назва                            | Роль                                         | Мережа |
| ---- | -------------------------------- | -------------------------------------------- | ------ |
| 2003 | «Втеча від безробіття»           | Ча Мі Рім                                    | SBS    |
| 2003 | «Кохання всього життя»           | Се Рьон                                      | SBS    |
| 2004 | «Люди з села Водяної квітки»     | Ю Йо Кьон                                    | MBC    |
| 2004 | «Чан Гіль Сан»                   | Квірьо                                       | SBS    |
| 2004 | «Залиш останній танець для мене» | Юн Су Чжин                                   | SBS    |
| 2005 | «Зустріч»                        | Чхве Ом Чжи                                  | MBC    |
| 2005 | «Моя мила, моя люба»             | Ю Інйон                                      | KBS1   |
| 2005 | «Балада про Содонга»             | Сонхва (принцеса Сілли)                      | SBS    |
| 2006 | «Містер Гудбай»                  | Чхве Йонг'ін                                 | KBS2   |
| 2006 | «Королева гри»                   | Кан Ин Соль                                  | SBS    |
| 2010 | «Стати мільярдером»              | Лі Шин Мі                                    | KBS2   |
| 2010 | «Врожайна вілла»                 | Юн Со Рін                                    | tvN    |
| 2010 | «Афіна: Богиня війни»            | Чо Су Йон                                    | SBS    |
| 2011 | «Ура Коханню»                    | Кан Че Мі                                    | MBC    |
| 2012 | «Чоловік з екватора»             | Хан Чі Вон                                   | KBS2   |
| 2012 | «Моя донька Сойон»               | Лі Со Йон                                    | KBS2   |
| 2013 | «Я можу почути твій голос»       | Чан Хьо Сон                                  | SBS    |
| 2014 | «Подарунок Бога: 14 днів»        | Кім Су Хьон                                  | SBS    |
| 2014 | «Піноккіо»                       | як голос автомобільного навігатора (3 серія) | SBS    |
| 2017 | «Шепіт»                          | Сін Йон Чжу                                  | SBS    |
| 2018 | «Мама»                           | Су Чжін                                      | tvN    |
| 2020 | «Коли розквітне моє кохання»     | Юн Чі Су                                     | tvN    |
| 2020 | «Стартап»                        | жінка в барі (камео, 10серія)                | tvN    |
| 2021 | «Моє»                            | Со Хї Су                                     | tvN    |
| 2023 | «Агенція»                        | Ко А Ін                                      | JTBC   |
| 2023 | «Побачимось у моєму 19-му житті» | Лі Сан А                                     | tvN    |

### Фільми
| Рік  | Назва               | Роль             |
| ---- | ------------------- | ---------------- |
| 2004 | «Мій брат»          | Мірьон           |
| 2006 | «Брудний карнавал»  | Хьонджу          |
| 2008 | «Одного разу…»      | Харуко / Чхунджа |
| 2009 | «Більше, ніж синій» | Инвон            |
| 2009 | «Я Щасливий»        | Сукьон           |

## Нагороди
| Рік  | Нагорода                                | Категорія                                                                                  | Робота                                        | Результат | Прим.        |
| ---- | --------------------------------------- | ------------------------------------------------------------------------------------------ | --------------------------------------------- | --------- | ------------ |
| 2005 | 13-та Премія SBS драма                  | Нова зірка                                                                                 | «Балада про Содонга»                          | Перемога  |              |
| 2005 | 19-та Премія KBS драма                  | Краща нова акторка                                                                         | «Моя мила, моя люба»                          | Перемога  |              |
| 2006 | 14-та Кінопремія Чунса                  | Краща нова акторка                                                                         | «Брудний карнавал»                            | Перемога  |              |
| 2006 | 14-та Премія SBS драма                  | Топ-10 зірок                                                                               | «Королева гри»                                | Перемога  |              |
| 2006 | 20-та Премія KBS драма                  | Нагорода за високу майстерність (акторки)                                                  | «Містер Гудбай»                               | Номінація |              |
| 2007 | 3-я Премія Андре Кіма «Краща зірка»     | Зірка (акторки)                                                                            |                                               | Перемога  | [ 6 ]        |
| 2008 | 44-та Премія мистецтв Пексан            | Краща нова акторка (фільм)                                                                 | «Одного разу…»                                | Номінація |              |
| 2009 | 3-я Премія Андре Кіма «Краща зірка»     | Зірка (акторки)                                                                            |                                               | Перемога  | [ 7 ]        |
| 2010 | 24-та Премія KBS драма                  | Нагорода за високу майстерність (акторки середньотривалої драми)                           | «Стати мільярдером»                           | Номінація |              |
| 2011 | 30-та Премія MBC драма                  | Нагорода за високу майстерність (акторки мінісеріалу)                                      | «Ура Коханню»                                 | Перемога  | [ 8 ]        |
| 2012 | 26-та Премія KBS драма                  | Нагорода за високу майстерність (акторки)                                                  | «Моя донька Сойон» «Чоловік з екватора»       | Номінація |              |
| 2012 | 26-та Премія KBS драма                  | Нагорода за високу майстерність (акторки середньотривалої драми)                           | «Чоловік з екватора»                          | Перемога  |              |
| 2012 | 26-та Премія KBS драма                  | Нагорода за високу майстерність (акторки серіалу)                                          | «Моя донька Сойон»                            | Номінація |              |
| 2012 | 26-та Премія KBS драма                  | Краща пара разом з Лі Сан Юном                                                             | «Моя донька Сойон»                            | Перемога  |              |
| 2013 | 49-та Премія мистецтв Пексан            | Краща акторка телебачення                                                                  | «Моя донька Сойон»                            | Номінація |              |
| 2013 | Премія Mnet 20's Choice                 | 20-ка зірок драми (акторки)                                                                | «Моя донька Сойон» «Я можу почути твій голос» | Номінація |              |
| 2013 | 6-та Премія корейської драми            | Daesang (Головний приз)                                                                    | «Моя донька Сойон» «Я можу почути твій голос» | Перемога  | [ 9 ] [ 10 ] |
| 2013 | 6-та Премія корейської драми            | Краща пара разом з Лі Чон Соком                                                            | «Я можу почути твій голос»                    | Перемога  |              |
| 2013 | 6-та Премія Ікона стилю                 | Топ-10 Ікон стилю                                                                          | «Я можу почути твій голос»                    | Номінація |              |
| 2013 | 2-а Премія «Зірок МААТР»                | Нагорода за високу майстерність (акторки)                                                  | «Моя донька Сойон» «Я можу почути твій голос» | Перемога  | [ 11 ]       |
| 2013 | 2-а Премія «Зірок МААТР»                | Краща пара разом з Лі Чон Соком                                                            | «Я можу почути твій голос»                    | Перемога  |              |
| 2013 | 26-та Премія Grimae                     | Краща акторка                                                                              | «Я можу почути твій голос»                    | Перемога  | [ 12 ]       |
| 2013 | 21-ша Премія SBS драма                  | Daesang (Головний приз)                                                                    | «Я можу почути твій голос»                    | Перемога  |              |
| 2013 | 21-ша Премія SBS драма                  | Нагорода за високу майстерність (акторки мінісеріалу)                                      | «Я можу почути твій голос»                    | Номінація |              |
| 2013 | 21-ша Премія SBS драма                  | Нагорода від продюсерів                                                                    | «Я можу почути твій голос»                    | Перемога  |              |
| 2013 | 21-ша Премія SBS драма                  | Топ-10 зірок                                                                               | «Я можу почути твій голос»                    | Перемога  |              |
| 2014 | 50-та Премія мистецтв Пексан            | Краща акторка телебачення                                                                  | «Я можу почути твій голос»                    | Перемога  | [ 13 ]       |
| 2014 | 22-га Премія SBS драма                  | Нагорода за високу майстерність (акторки мінісеріалу)                                      | «Подарунок Бога: 14 днів»                     | Номінація |              |
| 2017 | 1-а Сеульська премія                    | Краща акторка драми                                                                        | «Шепіт»                                       | Номінація |              |
| 2017 | 25-та Премія SBS драма                  | Нагорода за високу майстерність (акторки серіалів що транслюються у понеділок та вівторок) | «Шепіт»                                       | Перемога  | [ 14 ]       |
| 2018 | 54-та Премія мистецтв Пексан            | Краща акторка телебачення                                                                  | «Мама»                                        | Номінація | [ 15 ]       |
| 2018 | 13-та Сеульська міжнародна премія драми | Краща акторка                                                                              | «Мама»                                        | Перемога  | [ 16 ]       |
| 2018 | 6-та Премія «Зірок МААТР»               | Нагорода за високу майстерність (акторки мінісеріалу)                                      | «Мама»                                        | Номінація | [ 17 ]       |